# Zetekella
Zetekella is een geslacht van wantsen uit de familie van de Tingidae (Netwantsen). Het geslacht werd voor het eerst wetenschappelijk beschreven door Carl John Drake in 1944.

## Soorten
Het genus bevat de volgende soorten:

- Zetekella caroli Van Doesburg, 2008
- Zetekella henryi Guidoti & Guilbert, 2018
- Zetekella minuscula (Barber, 1954)
- Zetekella pulla Drake & Plaumann, 1956
- Zetekella zeteki Drake, 1944